# 第二次世界大战期间苏联对战俘犯下的暴行
第二次世界大战 期间，苏联对战俘犯下了各种暴行。这些行动是由内务人民委员部（NKVD）和红军实施的。在某些情况下，这些罪行得到了约瑟夫·斯大林和苏联领导人的批准或直接命令。 
在德国入侵苏联之前，刚刚吞并波兰部分地区以及波罗的海国家的苏联于 1940 年实施了卡廷大屠杀，对超过 20,000 名波兰公民进行了一系列大规模处决，其中包括 8,000 名波兰军官，并对波罗的海国家的军官进行了小规模屠杀。被德国入侵后，苏联进行了多起大屠杀，主要针对德国战俘。最臭名昭著的，包括在费奥多西亚大屠杀（1941-1942 年) 中对 160 名受伤的德国士兵的酷刑和杀害，以及在 1943 年的格里诺大屠杀中对 596 名轴心国战俘和平民的酷刑、强奸和杀害。预估在苏联关押期间死亡的德国战俘人数从 350,000 多人到 100 万人不等。在苏联关押下的德国和意大利战俘的死亡率很高，估计分别超过 30% 和 70% 以上。尽管苏联公开宣称支持对战俘进行人道待遇，但情况仍然如此。 
据估计，约有 150 万轴心国欧洲战俘在向苏联投降后死亡。

## 1939–1941

### 法律框架
沙皇政府批准了 1907 年《海牙公约》，但苏联尚未签署 1929 年《日内瓦战俘公约》《日内瓦战俘公约》。 1931 年，苏联通过了与《日内瓦公约》大致相似的《战俘条例》，尽管它明确禁止了军官通常享有的许多特权。

### 波兰
另请参阅： 1939 年后德国对波兰战俘犯下的暴行以及1939 年后苏联的波兰战俘 
尽管直到1941 年巴巴罗萨行动之前，苏联都不认为自己参与了第二次世界大战，但早在 1939 年 9 月 17 日，苏联就根据《苏德互不侵犯条约》与德国一道入侵了波兰。波兰和苏联实际上都没有向对方宣战，这使得苏联关押的波兰战俘的身份在国际法上不太明确，也促使苏联将他们归类为“反革命分子”而不是战俘。
苏联人经常不遵守投降条件。在某些情况下，他们承诺波兰士兵投降后将获得自由，但在他们放下武器后却将他们逮捕；这种情况发生在瓦迪斯瓦夫·朗纳将军和米奇斯瓦夫·斯莫拉温斯基将军等人指挥下的士兵身上。苏联对待战俘的方式包括“报复，如酷刑、羞辱、抢劫和枪杀或刺杀”。在许多事件中，一些波兰士兵在被俘后不久就被杀害。这一时期苏联暴行最引人注目的受害者包括约泽夫·奥尔希纳-维尔钦斯基将军，他被俘后与他的副官一起接受审讯并于 9 月 22 日被枪杀。 大约在同一时间，内务人民委员部还处决了格罗德诺战役后俘虏的大约 300 名波兰守军。 9 月 24 日，25 名波兰战俘在胡辛涅战役后被杀害。 9 月 25 日，苏联军队杀害了扎莫希奇附近格拉博维茨村一家波兰军医院的工作人员和病人；塔德乌什·皮奥特罗夫斯基( Tadeusz Piotrowski) 在其中提到了 12 名军官的死亡。 9 月 28 日，波兰在Szack 战役中取得战术胜利，在威廉·奥尔利克-吕克曼]将军的率领下，波兰边防军( KOP )击溃了苏联第 52 步枪师，随后苏联人处决了他们俘虏的波兰军官，共有 18 名受害者身份被确认。同样在1939 年 9 月 28 日，18 名来自波兰海军河流舰队的战俘在Makrany 大屠杀中被杀害 [ pl ]。总体而言，据估计，在入侵期间，大约有 2,500 名波兰士兵因抵抗而被苏联和乌克兰民族主义者；军官被杀害的可能性比普通士兵更大。

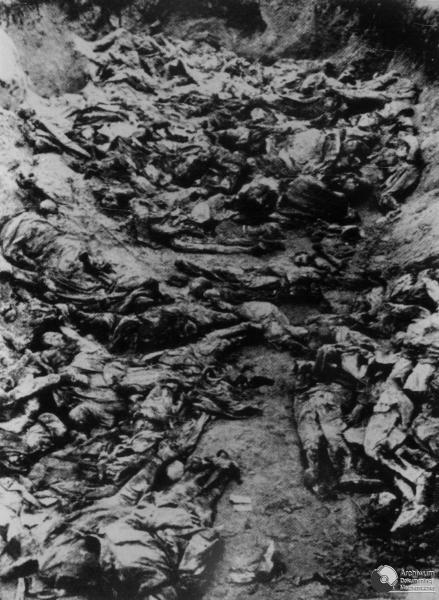
卡廷森林中波兰军官的集体坟墓，1943 年被德国挖掘出来

约 60,000 名低级士兵（士兵和军士）被用作强制劳工，最后才获释。有些人被运送到苏联远东地区（科米共和国）。根据埃德蒙·诺瓦克的说法，他们“被非人道的待遇、极其艰苦的工作条件、寒冷、疾病和长期饥饿折磨得奄奄一息”。
苏联最早、最大的针对战俘的犯罪之一发生在入侵之后。战斗结束后，1939 苏联最终关押了数十万波兰战俘。有些人逃脱，被转移到德国监狱，或者被释放，但有 125,000 人被关押在内务人民委员部管理的营地里。到 11 月中旬，苏联关押的波兰战俘人数减少到 40,000 人左右。然而，在 1939 年 12 月，一波逮捕行动导致更多的波兰军官（约一千人）被监禁。从 1939 年 10 月到 1940 年 2 月，被关押在营地的波兰人遭受了长时间的审讯和持续的政治压力，要求他们接受共产主义和苏联友谊的教条。如果不能诱导囚犯迅速采取亲苏联的态度，他就会被视为“苏联当局的顽固和不妥协的敌人”。 1940 年 3 月 5 日，苏联政治局签署命令，处决两万多名被认为无法执行任务的波兰“民族主义者和反革命分子”（宣布为“苏联当局的公开敌人”），他们被关押在被占领的乌克兰西部和白俄罗斯的营地和监狱中。由此引发的屠杀就是著名的卡廷大屠杀。 1940 年 4 月至 5 月，内务人民委员部处决了近 22,000名波兰 知识分子，其中包括大约 8,000 名军官（大部分是 1939 年 9 月入侵时的战俘）。这样做是为了剥夺未来潜在的波兰军队的大部分人才，并减少未来对苏联统治的反对，也是压迫占领区波兰民众的更广泛计划的一部分。
总体而言，苏联集中营中的波兰战俘的境况比德国集中营中的要糟糕得多，尽管大多数波兰战俘在苏联集中营中待的时间要短得多。德国集中营中大约有 2-3% 的波兰战俘在战争期间死亡；根据诺瓦克的说法，“留在苏联囚禁中的 [波兰] 战俘的死亡率要高得多”。对于大多数在卡廷大屠杀中丧生的军官来说，死亡率高达 97%。对“1939 年至 1941 年被驱逐者和战俘的死亡率”的更一般估计是，成人死亡率为 20%，儿童死亡率为 30%。军队士兵的死亡率估计为 35% 至 40%。

### 波罗的海国家
苏联在 1940 年占领波罗的海国家后，也对这些国家的战俘实施了暴行。例如，200 名拉脱维亚军官在利特内被枪杀，80 名在里加被枪杀；560 人被驱逐到西伯利亚的古拉格。约瑟夫·斯大林死后，只有 90 人从西伯利亚返回。 2,000 名立陶宛军官和 4,500 名士兵被关押在苏联集中营；据估计，他们中的大多数人都死在那里。在尤霍诺沃集中营，大约有 1,000 名波罗的海军官被关押；那里的死亡率约为 90%。

## 德国入侵苏联后（1941 年）
另请参阅：德国对苏联战俘犯下的暴行苏联的德国战俘和苏联的意大利战俘
德国入侵后不久，苏联修改了有关战俘待遇的法律，其中一项重要变化是正式承认内务人民委员部为苏联战俘管理机构。
在整个第二次世界大战期间，德国国防军战争罪行局 [ de ] (Wehrmacht-Untersuchungsstelle，也称为 WuSt) 收集并调查了针对轴心国战俘的犯罪报告。据阿尔弗雷德·德·扎亚斯 (Alfred de Zayas)称，“在整个俄罗斯战役期间，有关德国战俘遭受酷刑和杀害的报道从未停止。战争罪局有五个主要信息来源：(1) 缴获的敌方文件，特别是命令、行动报告和宣传传单；(2) 截获的无线电和无线信息；(3) 苏联战俘的证词；(4) 逃脱的德国俘虏的证词；(5) 看到被处决的战俘尸体或残缺尸体的德国人的证词。从 1941 年到 1945 年，该局收集了数千份证词、报告和缴获的文件，这些文件至少表明，德国战俘在被捕后或在审讯后不久被杀害并非孤立事件。与法国、意大利和北非战争有关的文件中有一些关于故意杀害德国战俘的报道，但与东线事件无法相比。”
在 1941 年 11 月的一份报告中，德国国防军战争罪行局指责红军“对落入其手中的无防御能力的德国士兵和德国医疗队成员实施恐怖政策。与此同时……它还利用了以下伪装手段：在1941 年 7 月 1 日人民委员会批准的红军命令中，国际法规范被公开，红军本着《海牙陆战规则》的精神应该遵守这些规范……这个……俄罗斯的命令可能很少分发，而且肯定根本没有被遵守。否则就不会发生这些无法形容的罪行。”
根据证词，苏联对德国、意大利、西班牙和其他轴心国战俘的屠杀常常受到部队政委的煽动，他们声称自己是根据斯大林和政治局的命令行事的。其他证据也证实了战争罪行局的信念，即斯大林曾下达有关屠杀战俘的秘密命令。然而，与卡廷惨案中处决波兰战俘不同，并没有发现斯大林或苏联高级官员针对德国战俘下达的此类指令。然而，尽管根本没有这样的命令，许多下级军官和士兵在残酷而简单化的宣传的鼓励下，相信有这样的命令，或者相信处决德国战俘是非正式的预期或批准。在战争初期，斯大林在 1941 年 11 月 6 日的讲话中为此类行动提供了正当理由，斯大林在讲话中说：“从现在起，我们的任务，苏联人民的任务，我们陆军和海军战士、指挥员和政治工作者的任务，就是消灭每一个踏上我们祖国领土的德国人。对德国侵略者毫不留情！让德国侵略者去死！”                             不久之后，苏联官员意识到，这种导致战俘被处决的做法适得其反，降低了德国士兵投降的机会；因此， 在 1942 年 2 月，斯大林在另一次讲话中明确鼓励接收战俘。
关于德国战俘，格鲁内瓦尔德在一篇专门论述该主题的专著中指出，“经济现实……而非报复，促使了苏联对德国战俘的政策和做法”，并指出尽管德国对苏联战俘犯下了巨大的暴行，但苏联对待德国战俘的方式并没有明显出于报复。格鲁内瓦尔德还指出，苏联当局通常“不会对其战俘采取类似行动”，并且在很大程度上遵循了《日内瓦公约》的标准（尽管苏联并非签署国），将军官与士兵隔离，免除军官劳动，并试图为战俘提供与本国军队同等军衔的口粮。随后，在强迫劳动制度中，苏联当局甚至在外国战俘的福利上花费的资源比苏联囚犯的福利上花费的还要多，因为考虑到这可能会对国际公共关系产生影响。 马克·埃德勒指出，苏联在战争初期对德国战俘的政策和行动并不一致；总体而言，“虽然苏联的战争罪行不能也不应该被否认，但它们与其他时间和地点处决囚犯的做法有更多共同之处，而与德国有预谋的灭绝战争相比则更为相似”，并且“苏联对囚犯的谋杀和残害并不像 [德国人的类似行为] 那样常见”。
根据麦肯齐的说法，苏联对战俘犯下的许多罪行都是由于密集的宣传将德国人描绘成非人类（这里反映了类似的德国宣传）。他指出，德国和其他轴心国战俘的处境在战争后期有所改善，因为苏联开始更有效地（有目的地）将他们作为强迫劳工融入苏联经济。然而，这些战俘的条件非常糟糕；死于饥饿、疾病或寒冷的情况很常见。
苏联资料显示，在战争中被俘的德国武装部队共有 3,350,000 名战俘，其中 381,000 人死亡；但一些德国人的估计数字更高，表明死亡人数高达 100 万（考虑到德国失踪人员，一些学者，如Rüdiger Overmans认为这是没有记录的战俘死亡）。 Valerie Genevieve Hébert 指出：“关于苏联控制下的德国战俘的命运，普遍的共识是，在 315 万被俘人员中，有 120 万人死亡，主要是在 1943 年 1 月之后”。
马克·埃德勒（ Mark Edele） 估计苏联关押的德国士兵的死亡率为 15%，尼尔·弗格森（Niall Ferguson）估计为 35.8% 。对于苏联关押的意大利士兵，有人给出了更高的死亡率：79%（托马斯·施莱默（Thomas Schlemmer）  [ de ]估计）或 56.5%。苏联关押的罗马尼亚士兵（29%）和匈牙利士兵（10.6%）的死亡率也很高。意大利人死亡率高的原因在于他们是在严冬时节被俘的，冬季装备很少，而苏联没有多少资源用于战俘；据估计，数万人在被俘后不久就被冻死、死于疾病或饥饿。：200-201

### 值得注意的事件

#### 费奥多西亚大屠杀

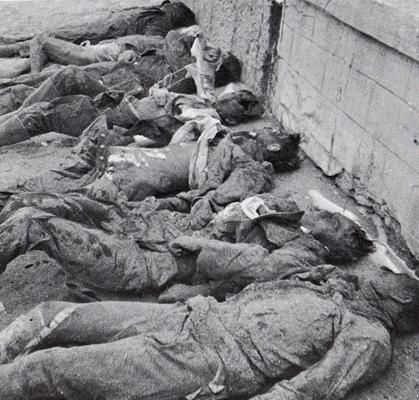
费奥多西亚大屠杀中的尸体，位于海岸主要医院前

苏联士兵很少费心治疗受伤的德国战俘。一个特别臭名昭著的例子发生在 1942 年 12 月 29 日，克里米亚城市费奥多西亚被苏联军队短暂夺回后。撤退的德国国防军在军医院留下了 160 名受伤士兵。德国人夺回费奥多西亚后，人们得知，每一位受伤的士兵都被红军、海军和内务人民委员部人员屠杀了。有些人在病床上被枪杀，有些人被反复用棍棒打死，还有一些人被发现从医院窗户扔出，然后被反复淋上冰水，直到因体温过低而死亡。：180-186

#### 格里希诺大屠杀
格里希诺大屠杀是由红军的一个装甲师（苏联第 4 近卫坦克军）于 1943 年 2 月在乌克兰东部城镇克拉斯诺阿尔梅斯科耶（也称为格里希诺）犯下的。苏联军队于 1943 年 2 月 10 日和 11 日夜间夺取了该地的控制权，但在 1943 年 2 月 18 日被德国武装党卫队第 5 维京装甲师在第 333 步兵师 和第 7 装甲师的支援下击退。德国国防军战争罪行局宣布，他们发现了许多战俘的尸体；许多人遭受了可怕的折磨：许多尸体被残忍地肢解，耳朵和鼻子被割掉，生殖器官被切除并塞进嘴里。一些护士的乳房被割掉，妇女们遭到野蛮强奸。在火车总站地下室，约 120 名德国人被赶进一个大储藏室，然后用机枪扫射。受害者包括 406 名德国国防军士兵、58名托特组织成员（包括两名丹麦国民）、89 名意大利士兵、9 名罗马尼亚士兵、4 名匈牙利士兵、15 名德国政府官员、7 名德国文职工作人员和 8 名乌克兰志愿者。：187-191

## 战后
一些德国和日本战俘在战后不久获释。然而，许多人在国家投降后仍被关押在古拉格；最后一批德国和日本战俘直到 1956 年才从苏联遣返回国。：3：192
除了虐待敌方战俘外，包括斯大林在内的当代苏联领导人还将投降的苏联士兵视为叛徒。：381-382摩尔指出，“莫斯科对任何落入敌手的士兵的态度……极其残酷”。：381-382战争初期，1941 年 8 月，苏联颁布了第 270 号命令，将所有被俘人员归类为恶意逃兵，一旦被重新抓获，即被立即处决；仅战争开始后的头几个月就有 10,000 人被处决。：381-382麦肯齐指出，“那些在 1945 年之前被德国囚禁并幸存下来的人被立即送往古拉格”，但摩尔指出，只有大约 17％的返回者遭遇了这种命运；而同样数量的人最终被送进了惩戒营。其余的人则遭受了各种歧视；包括一些（约占全部遣返苏联公民、平民和战俘的 6%）“被转移到内务人民委员部‘处置’”。：394大多数人被迫定居在偏远地区，受到定期控制，并且得不到赔偿金（即使在苏联解体后），这种情况在大多数其他国家也很常见。：7：139
苏联还推迟遣返他们从德国人手中俘获的西方盟军战俘，实际上是将他们视为政治谈判中的人质，直到他们确保盟军释放了往往不情愿的苏联国民和流亡者 。：335：387-389一些被判定为通敌者的人被处决——估计人数达数万人。：9、15

## 史学
由于公众谴责纳粹政权，对苏联对战俘犯下的罪行的研究受到阻碍，而且多年来，纳粹宣传中一直声称苏联犯下了相关暴行，这也导致德国档案受到“宣传污染”。尽管这些说法最终被德国和西方史学界接受，但正如马克·埃德勒(Mark Edele)所指出的那样，在苏联，“任何声称光荣的红军可能犯下战争罪行的说法都被斥为诽谤性的敌方宣传”。否认发生过此类罪行在现代俄罗斯仍然很常见，这个问题在俄罗斯仍然存在政治争议，在俄罗斯研究这一主题也很困难。埃德尔指出，截至 2010 年代中期，俄罗斯国防部中央档案馆仍然“对此类研究保持关闭”。

## 与苏联官方声明的关系
尽管苏联没有签署《1929 年日内瓦战俘公约 》，但苏联官员在战争初期声称他们打算尊重沙皇政府批准的 1907 年《海牙公约》；苏联关于战俘待遇的官方规定也符合海牙原则。然而，学者们指出，苏联虽然公开宣布支持人道对待战俘，但却经常无视这些规定，犯下各种暴行。帕维尔·波利安观察到，不同的法令是宣传部门打算向国际社会传播的，其他法令也已在实践中实施。：128 乔治·桑福德写道，苏联关于战俘的公开声明和法律是“苏联为了宣传而编造的‘弥天大谎’的一部分”。：41查尔斯·罗林斯指出，苏联和轴心国“或多或少地忽视了[日内瓦]规定”。：4-5同样，西蒙·麦肯齐指出，“[苏联] 宣布承诺遵守人道主义原则（在对待战俘的背景下），但主要是出于对外宣传目的”  苏珊·格鲁内瓦尔德同样指出，苏联官员“认识到故意报复性对待德国战俘将是一场国际关系灾难”，并将与苏联宣传相冲突，将苏联描绘成一个“爱好和平的国家”，特别是在战争后期和冷战初期。然而，与上述其他作者不同，她将这一动机作为苏联善待德国战俘的真诚努力的解释。：3-4
苏联对芬兰战俘的待遇被认为是该国对待轴心国士兵的一个例外；他们受到的待遇比德国人或意大利人要好，并在战争结束后迅速遣返回国。：10

## 进一步阅读
- - Michał Czacharowski, Sowieckie zbrodnie wojenne na Lubelszczyźnie we wrześniu i październiku 1939 roku, [in] Agresja sowiecka 17 września 1939 roku na Kresach Wschodnich i Lubelszczyźnie : studia i materiały, ed. Tomasz Rodziewicz. Lublin : Towarzystwo Przyjaciół Grodna i Wilna, Oddział w Lublinie, 2009. ISBN 9788391173176